# Asaccus kermanshahensis
Espèce
Statut de conservation UICN

 LC  : Préoccupation mineure
Asaccus kermanshahensis est une espèce de geckos de la famille des Phyllodactylidae.

## Répartition
Cette espèce est endémique de la province de Kermanshah en Iran.

## Étymologie
Son nom d'espèce, composé de kermanshah et du suffixe latin -ensis, « qui vit dans, qui habite », lui a été donné en référence au lieu de sa découverte, la province de Kermanshah.

## Publication originale
- Rastegar-Pouyani, 1996 : A new species of Asaccus (Sauria: Gekkonidae) from the Zagros Mountains, Kermanshahan Province, Western Iran. Russian Journal of Herpetology, vol. 3, no 1, p. 11-17.